# 鼓楼大街駅
鼓楼大街駅（ころうだいがい-えき）は中華人民共和国北京市西城区と東城区に跨って位置する、北京地下鉄の駅。

## 歴史
- 1984年9月20日 - 2号線が開業。
- 2010年8月23日 - 当時大学生が2号線ホームの線路内に転落し、感電死する事故が発生。
- 2012年12月30日 - 8号線が延伸開業。
- 2014年7月23日 - 2号線外回りホームの線路に女性が転落し死亡する事故が発生[1]。

## 駅構造

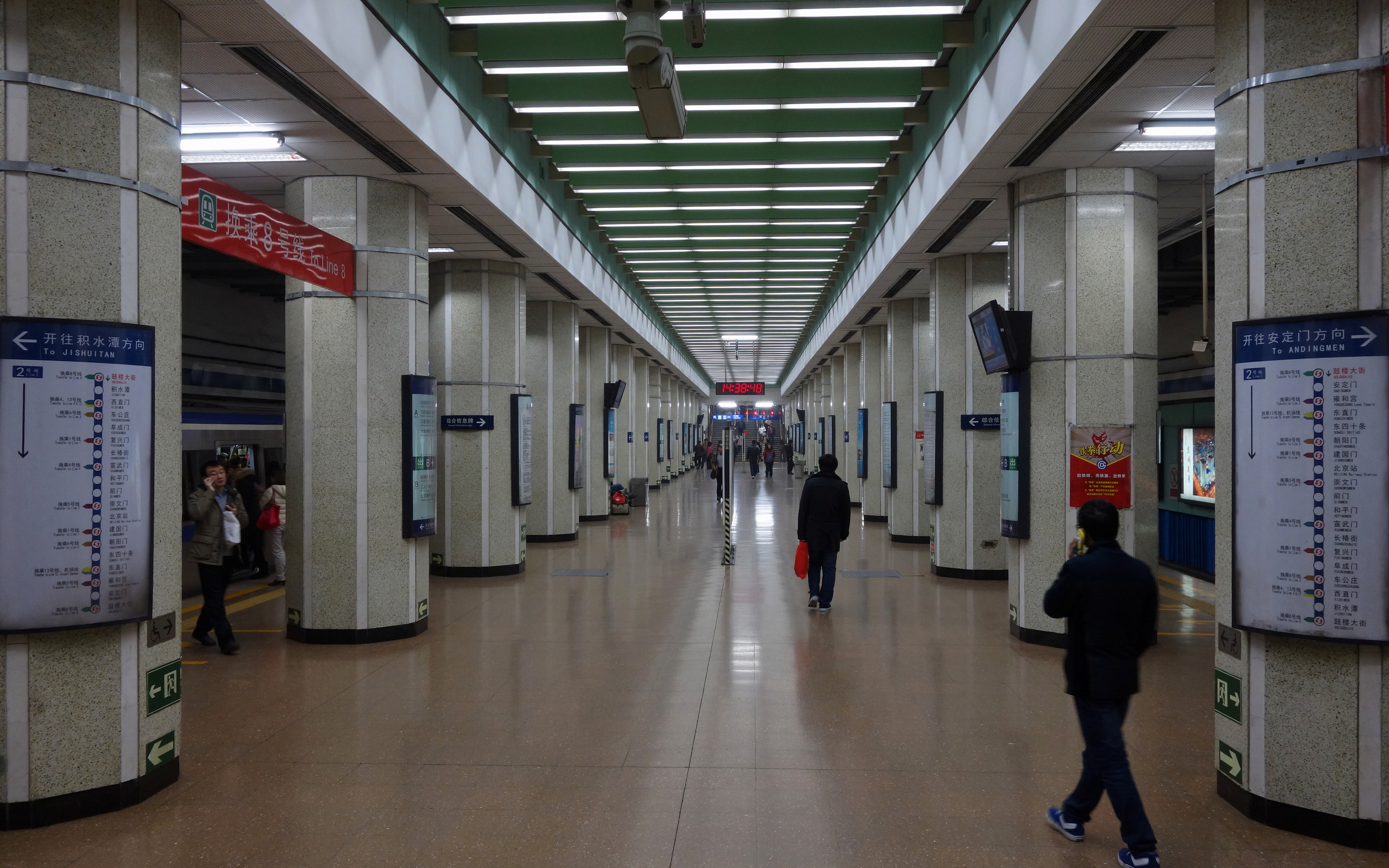
2号線ホーム

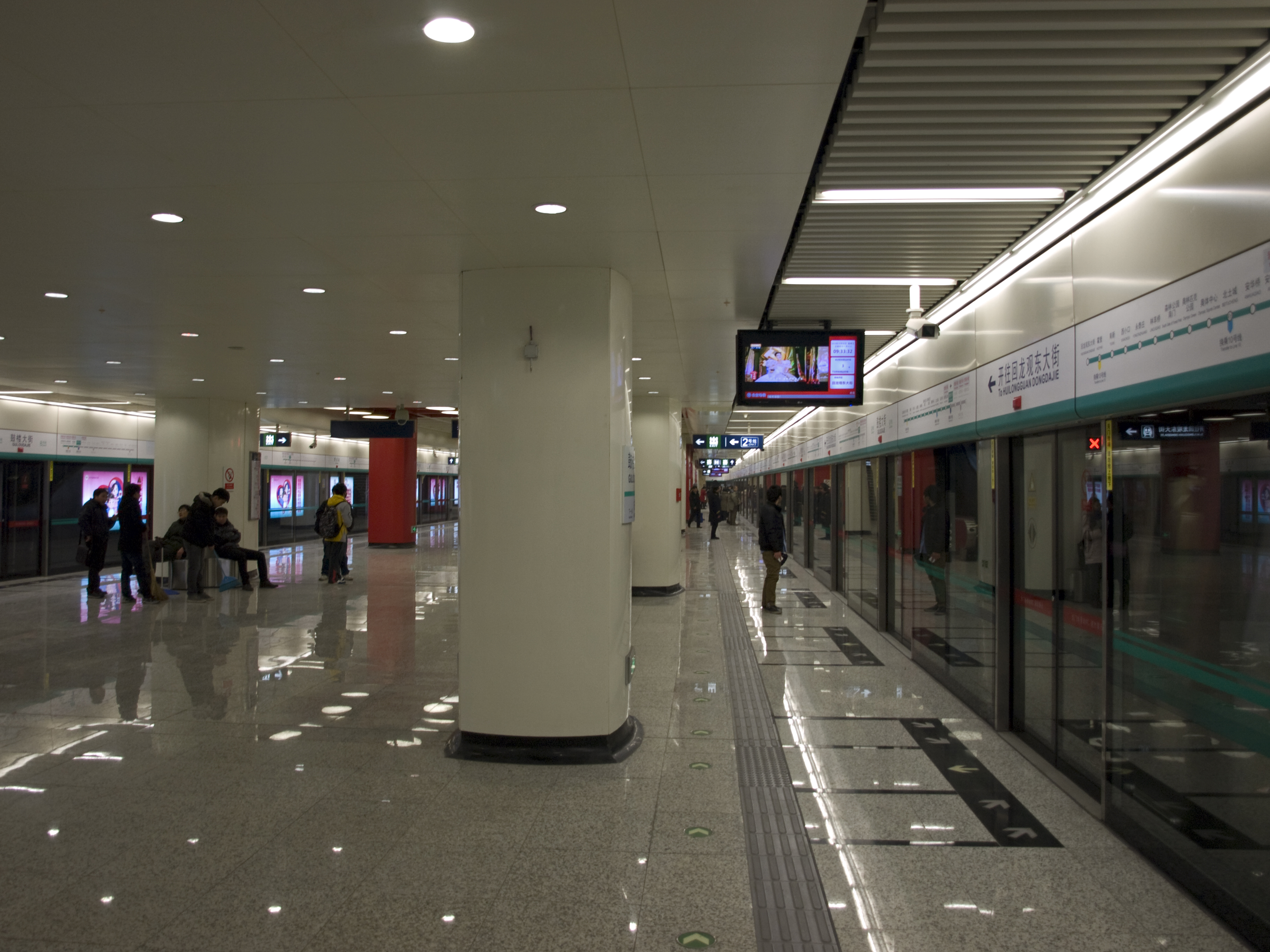
8号線ホーム

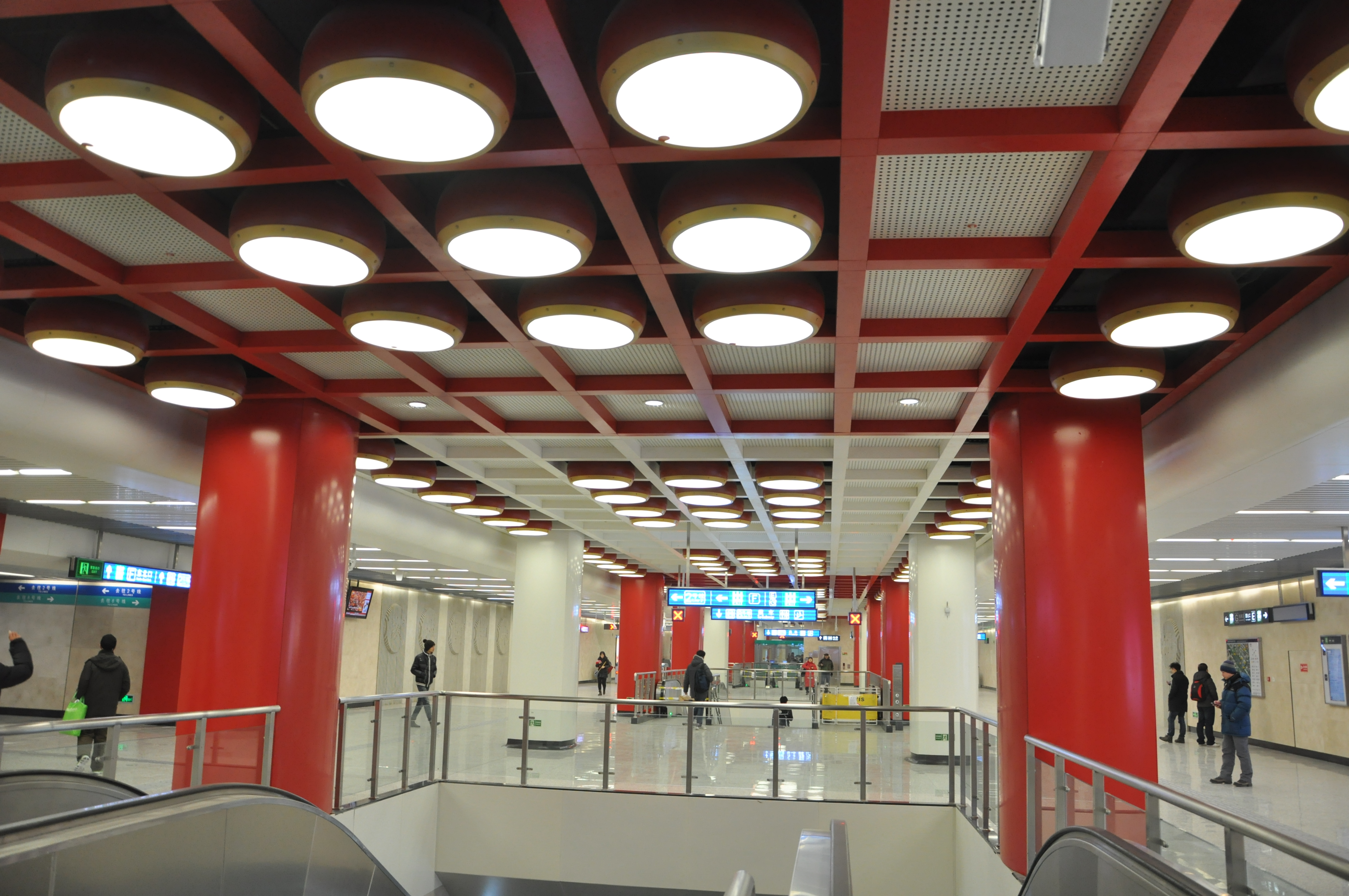
8号線駅構内の太鼓を模した照明デザイン

安定門西大街-徳勝門東大街（二環路、東西方向）、旧鼓楼大街-旧鼓樓外大街（南北方向）が交わる交差点の真下に位置する地下駅。2号線は東西方向、8号線は南北方向に伸びていて、地下駅舎全体を真上から見るとTの字をしている。
地下1階が改札階コンコース、地下2階が2号線ホーム階、地下3階が8号線ホーム階の構造となっている。ホームは2号線・8号線共に島式1面2線を有する。2号線・8号線間の乗り換えは地下1階改札階コンコースを経由する必要があるが、150m以下の乗り換え距離である。
8号線側の駅構内は紅色をベースとしており、太鼓を模した照明デザインは近隣にある鼓楼を表している。また、《晨钟暮鼓》、《雕刻时光》という名のパブリックアートが飾られている。

### のりば
両路線ともに案内上ののりば番号は設定されていない。
| 2号線ホーム (B2F) | 2号線ホーム (B2F) | 2号線ホーム (B2F)                  |
| ----------------- | ----------------- | ---------------------------------- |
| 内回り            | 2号線             | 安定門・東直門・建国門方面         |
| 外回り            | 2号線             | 積水潭・西直門・復興門方面         |
| 8号線ホーム (B3F) |                   |                                    |
| 北方向            | 8号線             | オリンピック公園・霍営・朱辛荘方面 |
| 南方向            | 8号線             | 什刹海・南鑼鼓巷・前門・瀛海方面   |

## 駅周辺
- 工人日報社（中国語版）
- 中央歌舞団
- 鼓楼中医院
- 北京市第一中学（中国語版）
- 北京市第一〇六中学
- 北京市第一七七中学
- 北京市第一八四中学
- 北京雷鋒小学
- 南鑼鼓巷
- 北京鼓楼和鐘楼（中国語版）（鼓楼）
- 北二環城市公園
- 北浜河公園
- 新民菜市場

## 隣の駅
北京地下鉄
 2号線
安定門駅 - 鼓楼大街駅 - 積水潭駅
 8号線
安徳里北街駅 - 鼓楼大街駅 - 什刹海駅